# 金谷多一郎
金谷 多一郎（かなたに たいちろう、1960年1月2日 - ）は、日本のプロゴルファーである。

## 人物
1960年1月2日、東京都に産まれる。
8歳の時からゴルフに親しみ、高校時代は全日本ジュニアを2連覇するなど、トップジュニアとして活躍する。日本大学へ進学し、ゴルフ部の主将を務めると共に日本学生ゴルフ選手権競技を1978年、1981年と2度制覇、文部大臣杯など優勝多数。日本大学を卒業後、1984年にプロテストに合格する。プロデビューはしたものの、当時のゴルフ界はアマチュア時代の実績はあまり考慮されず、新人選手である金谷と契約を結ぶメーカーもなかったため、貯金も無く、生活設計も立たない状態だった。1985年にプロゴルファーであった金谷智美と結婚。上述のように貯金も無く、共にプロゴルファーであって忙しいことから、結婚式も新婚旅行も行わず、プラチナの結婚指輪のみの入籍であった。
1987年「伊香保国際オープン」でプロ初優勝を果たす。
その後は、ツアーからレッスンを中心とした生活にシフトし、テレビや雑誌のゴルフ講座に出演・連載をするほか、トーナメント中継の解説を行う。1997年にはレッスン・オブ・ザ・イヤーを受賞する。わかりやすい解説、スウィング理論が人気を博している。また、新旧のゴルフクラブにも造詣が深く、評価されている。
作家で元外務省主任分析官の佐藤優とは小学校時代の同級生。

## 出演
- ゴルフスーパーバトル（テレビ東京　解説者）
- 金谷多一郎・矢野燿大の考えるゴルフ（スカイ・エー　講師）
- 城島健司と金谷多一郎のモア☆ゴル（テレビ長崎　講師）
- その他トーナメント中継解説多数

## 著書
単著
- 『ゴルフプロはここまで教えない』（ぶんか社、1995年、ISBN 4821105101）
- 『練習場で出来る苦手クラブをなくす方法 : ドライバーからパターまで、これであなたのゴルフが変身する』（双葉社、1996年、ISBN 4575463078）
- 『これができたら卒業です : ゴルフ』（ぶんか社、1997年、ISBN 4821105268）
- 『金谷多一郎のスコアメイクゴルフ : これがスウィングのすべてだ』（廣済堂出版、1998年、ISBN 4331352242）
- 『シングルの法則』（双葉社、1999年、ISBN 4575290521）
- 『プロはここまで教えない : ゴルフ』（ぶんか社、1999年、ISBN 4821105101）
- 『ラクに飛ばせる足踏みスイング : 気づいてよかった簡単まっすぐ打法』（PHP研究所、1999年、ISBN 4569607993）
- 『金谷多一郎のバーディ・コーチングブック』（講談社、2000年、ISBN 4062648016）
- 『金谷多一郎のゴルフベーシックレッスン』（実業之日本社、2002年、ISBN 4408611034）
- 『シングルの法則ゲーム論』（双葉社、2002年、ISBN 4575294861）
- 『パット開眼でスコア革命 : カリスマ金谷多一郎渾身のレッスン』（学習研究社、2003年、ISBN 4056032610）
- 『新・パット開眼でスコア革命 : 金谷多一郎が基本の打ち方を解説』（学習研究社、2005年、ISBN 4056041660）
- 『金谷プロが教える中高年のためのゴルフ入門』（ナツメ社、2006年、ISBN 4816342001）
- 『今さら聞けないゴルフのセオリー』（祥伝社、2007年、ISBN 9784396110611）
- 『飛び薬 : オーバードライブに効くレッスンです』（ゴマブックス、2008年、ISBN 9784777108220）
- 『新・間違いだらけのゴルフクラブ選び 2011-2012年版』（講談社、2011年、ISBN 9784062170598）
- 『読めば上手くなる!ゴルフ力アップの知恵袋』（日本経済新聞出版社、2012年、ISBN 9784532261702）
- 『新・間違いだらけのゴルフクラブ選び 2012-2013年版』（講談社、2012年、ISBN 9784062177269）
- 『頭のいいゴルファーの習慣』（実業之日本社、2016年、ISBN 9784408330082）
- 『金谷多一郎プロがゴルフ人生、結婚生活を振り返る』（実業之日本社、2016年、ISBN 9784408330082）

共著
- 北見けんいち
  - 『ゴルフ・100を切るツボ』（PHP研究所、1999年、ISBN 4569606458）
  - 『ゴルフ90が切れるかも』（幻冬舎、2000年、ISBN 4344900014）
    - 『ナイスショットはリズムが9割!』（幻冬舎、2016年、ISBN 9784344029385）改題、加筆・再編集版

- 市村操一
  - 『市村教授&金谷プロ頭の中で上手くなる「思考のゴルフ」』（永岡書店、2004年、ISBN 4522422040）
    - 『頭の中を最適化すればスコアは突然縮まる! : メンタルで10打よくなる「ゴルフ超思考法」』（実業之日本社、2017年、ISBN 9784408456317）改題、加筆、修正版

  - 『練習しなくても本番で結果が出せるゴルフ思考法』（永岡書店、2010年、ISBN 9784522427217）

原案協力
- 『空の昴』 - 本島幸久の漫画作品。原案協力として金谷の名前がクレジットされている他、本島夫妻、編集などのゴルフレッスンを行っており、単行本の描き下ろし近況ページにも登場している。
- 『ジャンク―がらくたのゴルフ―』 - 本島幸久の漫画作品。
- 『杏プレイヤブル!』 - 本島幸久の漫画作品。

## 参考書籍
- 多賀公人「ゴルフプロフェッショナル　【金谷多一郎プロ】」『プロゴルファーという生き方』日経BP社、2014年。ISBN 978-4-8222-7768-0。